# Savoyai Beatrix szicíliai királyné
Savoyai Beatrix (1223. március 4. előtt – 1259. május 10. előtt), franciául: Béatrice de Savoie, olaszul: Beatrice di Savoia, németül: Beatrix von Savoyen , első házassága révén Saluzzo őrgrófnéja és második házassága jogán szicíliai királyné. A Savoyai-dinasztia tagja. II. Frigyes német-római császár és szicíliai király menye.

## Élete
Apja IV. Amadeusz savoyai gróf (1197–1253), édesanyja Margit burgundi hercegnő. Már születése után eljegyezték III. Manfréd saluzzói őrgróffal, de az esküvőt csak 1233 márciusában, vagy még később tartották meg.  E házasságából négy gyermeke született. III. Manfréd őrgróf 1244. október 29-én meghalt.
II. Frigyes német-római császár 1246. május 8-án eljegyezte Beatrixot a Bianca Lancia őrgrófnőtől született,  törvényesített fiával, Manfréddal, majd az esküvőt 1248 decemberében vagy 1249 januárjában tartották meg valószínűleg Vercelli városában. 1250. december 13-án meghalt II. Frigyes, és végrendeletében kinevezte Beatrix férjét a Szicíliai Királyság kormányzójává, amit Manfréd bátyja, az új szicíliai király (1250), Konrád is elismert. Férje a bátyja halála (1254) után annak fia, Konradin nevében gyakorolta tovább régensként a hatalmat, aki ekkor Németországban tartózkodott. Amikor 1258-ban elterjedt az a hír, hogy férje unokaöccse meghalt, férje királlyá kiáltotta ki magát, és 1258. augusztus 10-én Palermóban királlyá koronázták. A hír ugyan hamisnak bizonyult, de Manfréd nem mondott le királyi címéről. A Hohenstaufen-házzal szemben álló pápák kiátkozták Manfrédet, de ennek ellenére is meg tudta hosszú ideig őrizni a hatalmát, és Beatrixtól született legidősebb lánya, Konstancia házasságával, amelyet az aragón trónörökössel, Péterrel, II. Jakab aragóniai királynak és Árpád-házi Jolán magyar királyi hercegnőnek, II. András magyar király lányának a fiával kötött 1262-ben, sikerült az Anjouktól visszaszerezni a Szicíliai Királyságból Szicília szigetét, hiszen lánya, Konstancia révén 1282-ben Manfréd veje, III. Péter a Szicíliai vecsernye néven elhíresült felkelés révén visszafoglalta Szicília szigetét az Anjouktól és I. Péter néven 1282. szeptember 4-énszicíliai királlyá választották. Ugyan az egész Szicíliai Királyságot nem sikerült elfoglalnia, de a két Szicília megosztottsága 1816-ig fennmaradt, mikor újra hivatalosan is egyesítették a két független országrészt. A két Szicíliai Királyság hivatalosan csak 1302-ben ismerte el egymást.

## Gyermekei
- Első férjétől, III. Manfréd saluzzói őrgróftól (–1244), 4 gyermek:
  - Aliz (1236 körül–1311)
  - Tamás (1240 körül–1296)
  - Margit (1240 után–?)
  - Ágnes (1245–1265)
- Második férjétől, I. Manfréd (1232–1266) szicíliai királytól, 1 leány:
  - Konstancia (1249–1302), férje III. Péter (1243–1285) aragón és I. Péter néven szicíliai király, 6 gyermek, többek között:
    - Jakab (1267–1327), II. (Igazságos) Jakab néven aragón király, I. Jakab néven szicíliai király, 1. felesége Izabella (1283–1328) kasztíliai királyi hercegnő, elváltak, gyermekei nem születtek, 2. felesége Anjou Blanka (1280–1310) nápolyi királyi hercegnő, 10 gyermek, 3. felesége Lusignan Mária (1273–1322) ciprusi királyi hercegnő, nem születtek gyermekei, 4. felesége Moncadai Elisenda (1292 körül–1364), nem születtek gyermekei, 10 gyermek a 2. házasságából+3 természetes gyermek
    - Frigyes (1271/72–1337), II. Frigyes néven szicíliai (trinacriai) király, felesége Anjou Eleonóra szicíliai (nápolyi) hercegnőtől (1289–1341), 9 gyermek, többek között:
      - Péter (1304–1342), II. Péter néven szicíliai király (ur: 1337–1342), felesége Görzi Erzsébet (1298–1352), II. Ottó karintiai herceg leányaként Bajor Erzsébet német, szicíliai és jeruzsálemi királynénak, IV. Konrád szicíliai, német és jeruzsálemi király özvegyének volt az unokája, 10 gyermek+2 természetes gyermek

    - Jolán (1273–1302), férje Anjou Róbert (1277/78–1343) nápolyi királyi herceg és trónörökös, 1309-től szicíliai (nápolyi) király, 2 fiú, többek között:
      - Anjou Károly (1298–1328) nápolyi királyi herceg, Calabria hercege, nápolyi trónörökös, 1. felesége Habsburg Katalin osztrák hercegnő, 2. felesége Valois Mária francia királyi hercegnő, 5 gyermek, többek között:
        - (2. házasságából): I. Johanna nápolyi királynő (1326–1382)